# ジャンピエロ・ヴェントゥーラ
ジャンピエロ・ヴェントゥーラ（Giampiero Ventura、1948年1月14日 - ）は、イタリアのサッカー指導者。

## 来歴
UCサンプドリアで怪我のために短い現役生活を終えた後、指導者へ転身。ユース、アシスタントコーチを務めた。下部リーグで数多くのクラブを指揮し、1992年にはシチリアのジャッレを率いてセリエC1で4位と好成績を収める。1993年にSSCヴェネツィアの監督に任命されたが、翌シーズンに解任。
1995年にセリエC1のUSレッチェ監督となり、セリエAにまで昇格させた。続いて指揮したセリエBのカリアリ・カルチョにおいても、セリエA昇格、残留と成功を収めている。1999-00シーズン、セリエBに降格したサンプドリアへ監督として帰還したが、昇格には失敗。
2001-02シーズンの途中、セリエAのウディネーゼ・カルチョ監督に就任するが、14位に終わる。2002年よりカリアリで再び監督となり、2シーズン指揮した。2004-05シーズン、セリエC1のSSCナポリ監督に就任するが、成績不振で解任され、エドアルド・レヤが後任の座についている。
2005-06シーズン、セリエAのFCメッシーナ監督に就任したものの、降格となった。2006-07シーズンはエラス・ヴェローナFC、2007-08、2008-09の2シーズンはピサ・カルチョをセリエBで指揮。
2009-10シーズン、セリエAに昇格したASバーリ監督に就任し、レオナルド・ボヌッチ、アンドレア・ラノッキアのセンターバックコンビが成長するなど躍進を見せた。2010-11シーズンは一転して成績不振に陥り、2011年2月に解任。
2011-12シーズン、セリエBのトリノFC監督に就任し、低迷を続けるクラブをセリエAに昇格させた。
2016年6月7日、イタリア代表監督に2018 FIFAワールドカップまでの2年契約で就任。2017年8月9日にはイタリア代表との契約を2020年まで更新した。
2018W杯・欧州予選ではスペインと同じグループに入り、2位でプレーオフに進出。プレーオフでスウェーデンと対戦が決定。1stレグはアウェーにて1-0で敗れ、2ndレグでもホームで0-0のスコアレスドローに終わり予選敗退。イタリア代表はW杯連続出場記録が15回で途切れ60年ぶりにW杯出場を逃すこととなった。11月15日、イタリアサッカー協会から代表監督の解任が発表された。
2018年10月10日、ACキエーヴォ・ヴェローナの監督に就任した。11月13日、キエーヴォと双方合意の上で契約を解除した。
2019年6月30日、セリエBのUSサレルニターナ1919の監督の座に就いた。サレルニターナが2019/20シーズンのセリエAへの昇格プレーオフの圏外となったことを受けて、2020年8月1日に同チーム監督を辞任した。
2021年11月に監督業引退を表明した。

## 指導歴
- UCサンプドリア・ユース 1976-1979
- UCサンプドリア（アシスタントコーチ） 1979-1981
- Ruentes Rapallo 1981-1982
- ヴィルトゥス・エンテッラ 1982-1986
- スペツィア・カルチョ 1986-1987
- USチェンテーゼ 1987-1989
- ACピストイエーゼ 1989-1992
- ASDジャッレ・カルチョ1946 1992-1993
- SSCヴェネツィア 1993-1995
- USレッチェ 1995-1997
- カリアリ・カルチョ 1997-1999, 2002-2004
- UCサンプドリア 1999-2000
- ウディネーゼ・カルチョ 2001-2002
- SSCナポリ 2004-2005
- FCメッシーナ 2006
- エラス・ヴェローナFC 2006-2007
- ピサ・カルチョ 2007-2009
- ASバーリ 2009.7-2011
- トリノFC 2011-2016
- サッカーイタリア代表 2016-2017
- ACキエーヴォ・ヴェローナ 2018
- USサレルニターナ1919 2019-2020